# 쿠르트 아테르베리
쿠르트 마그누스 아테르베리(Kurt Magnus Atterberg, 1887년 12월 12일 ~ 1974년 2월 15일)는 스웨덴의 작곡가이다. 9개의 교향곡, 오페라와 발레 음악으로 잘 알려져있다. 아테르베리는 "러시아인들(작곡가)과 브람스와 레거는 나의 이상이다"라고 했다. 그의 곡에는 스웨덴 민속적인 선율이 들어있다.
그는 예테보리에서 태어났다. 어린 시절 첼로를 배웠으며, 오케스트라에서 연주하기도 했다. 1908년, 그의 첫 작품인 "피아노와 오케스트라를 위한 랩소디, 작품번호 1"이 작곡되었다. 그는 이 랩소디와 당시 미완성인 교향곡 1번 나단조 (후에 작품번호 3이 됨)을 스톡홀름 컨서바토리에 입학하고사 제출했다. 거기에서 안드레아스 할렌(Andreas Hallén)에게 작곡과 오케스트레이션을 배우고, 동시에 왕립 공과대학교(Royal Institute of Technology)에서 공부하여 1911년 공학석사를 받았다.
1912년부터 1968년까지 아테르베리는 스웨덴 특허 등록국(Swedish Patent and Registration Office)에서 일했으며, 1936년 국장이 되었다. 1912년 그의 1번 교향곡으로 지휘를 시작했다. 1919년부터 57년까지 《Stockholms Tidningen》에서 음악 평론가로도 활동했다.
1924년 스웨덴 작곡가 협회(Society of Swedish Composers)를 만드는 데 기여했으며, 연주자 권리 단체(저작권 단체)에도 관여했다. 1926년 그는 스웨덴 왕립 음악 학회의 회원이 되었으며, 1940년부터 53년까지 위원(secretary)으로 활동했다.
바이킹에 대한 오페라 《Härvard Harpolekare》를 썼으며, "신포이나 피콜라(Sinfonia Piccola, 작은 교향곡)" (교향곡 제4번 사단조, 작품번호 14)는 스웨덴 민속곡에 영감을 받아 1875년에 발표한 것이다.
1928년 슈베르트 서거 100주년에 미국 컬럼비아 그라모폰 컴퍼니(Columbia Gramophone Company)는 슈베르트의 미완성 교향곡을 완성하거나 이에 준하는 교향곡을 만드는 콩쿠르를 후원했는데, 아테르베리가 여기에서 교향곡 6번을 가지고 1등상을 차지하여 상금 1만 미국 달러를 받았다. 이로써 그는 신문에 대서특필되었고, 일반인에게 널리 알려지게 되었다. 이 곡은 토머스 비첨, 아르투로 토스카니니가 녹음한 바 있으며, 아테르베리 자신도 지휘한 녹음이 있다.
그는 1974년 2월 15일, 스톡홀름에서 타계했다.

## 주요 작품들

### 교향곡
- 1번 나단조 Op.3(1909~11)
- 2번 바장조 Op.6(1911~13)
- 3번 라장조 “서해안의 풍경” Op.10(1914~6)
- 4번 사단조 “소곡” Op.14(1918)
- 5번 라단조 “장송” Op.20(1919~22)
- 6번 다장조 “달러” Op.31(1927~28)
- 7번 가단조 “낭만적” Op.45(1942)
- 8번 마단조 Op.48(1944)
- 현악 교향곡 Op.53(1953)
- 9번 나단조 “환상적” Op.54(1955~56)

### 관현악 모음곡
- 1번 “동양풍”(1913)
- 2번 “5개의 소품”(1915)
- 8번 “오래된 전원 모음곡” Op.34(1931)
- 9번 “극적 모음곡” (1944)

### 협주곡
- 피아노 광시곡 Op.1(1909)
- 바이올린 협주곡 마단조 Op.7(1913)
- 첼로협주곡 다단조 Op.21(1922)
- 호른협주곡 가단조 Op.28(1926)
- 피아노 협주곡 내림 나단조 Op.37(1935)
- 바이올린, 첼로, 현을 위한 이중협주곡 Op.57(1959~60)

### 관현악곡
- 연주회용 서곡 가단조 Op.4(1910/12, 33년에 개정)
- 교향시 강-산에서 바다까지 Op.33(1929)
- 베름란드 광시곡 Op.36(1936)
- 발라드와 파사칼리아 Op.38(1935)
- 의기양양 Op.58(1962)
- 스웨덴 여름 잔치(1957)

### 오페라
- 백헤스텐 Op.24(1923~4)
- 파날 Op.35(1929~32)
- 알라딘 Op.43(1936~41)
- 폭풍 Op.49(1946~7)

### 발레
- 스비너헤르드 Op.9(1914~5)
- 비겁한 처녀들 Op.17(1920)

### 가곡
- 마을의 안식일 Op.5(1911, 13)

### 합창
- 레퀴엠 Op.8(1914)

### 실내악
- 현악 4중주 1번 라장조 Op.2(1909)
- 현악 4중주 2번 Op.11(1918)
- 첼로소나타 나단조 Op.27(1925)
- 현악 4중주 3번 라장조 Op.39(1937)

### 피아노
- 가을의 발라드 Op.15(1918)